# (73749) 1993 TG37
(73749) 1993 TG37 – planetoida z pasa głównego asteroid okrążająca Słońce w ciągu 3,21 lat w średniej odległości 2,18 j.a. Odkryta 9 października 1993 roku.